# Welsche Mühle

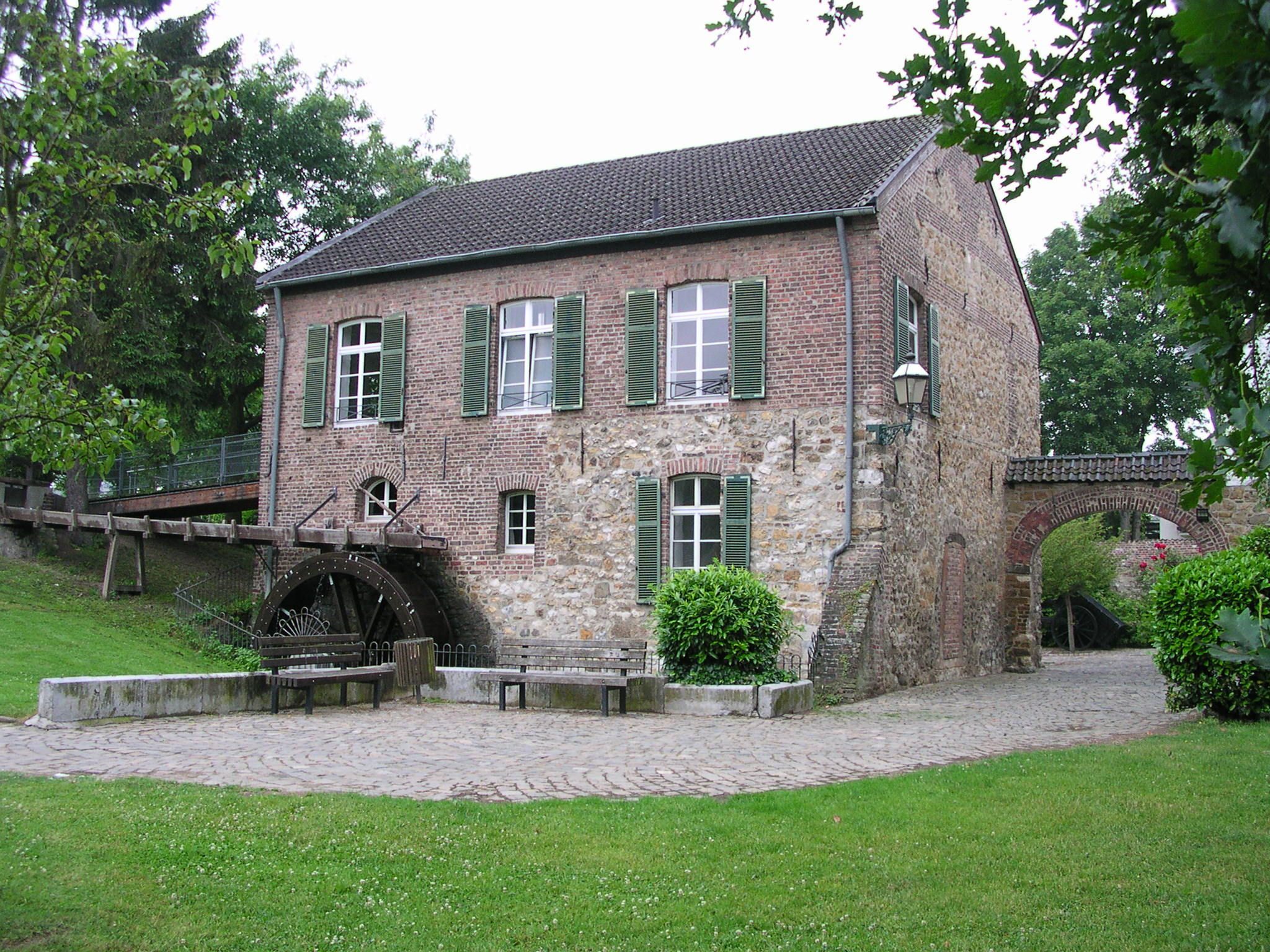
Welsche Mühle

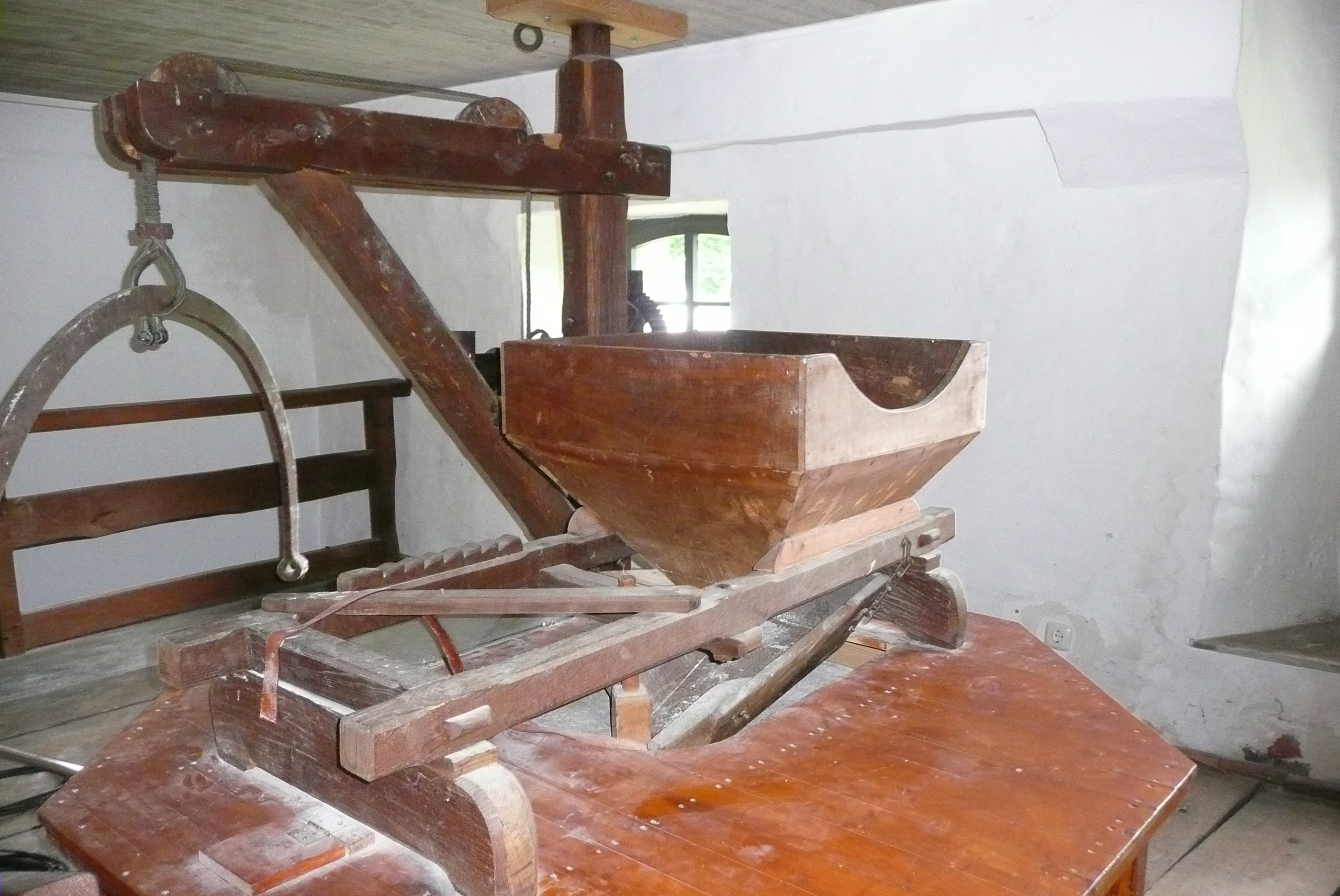
Mahlwerk der Welschen Mühle

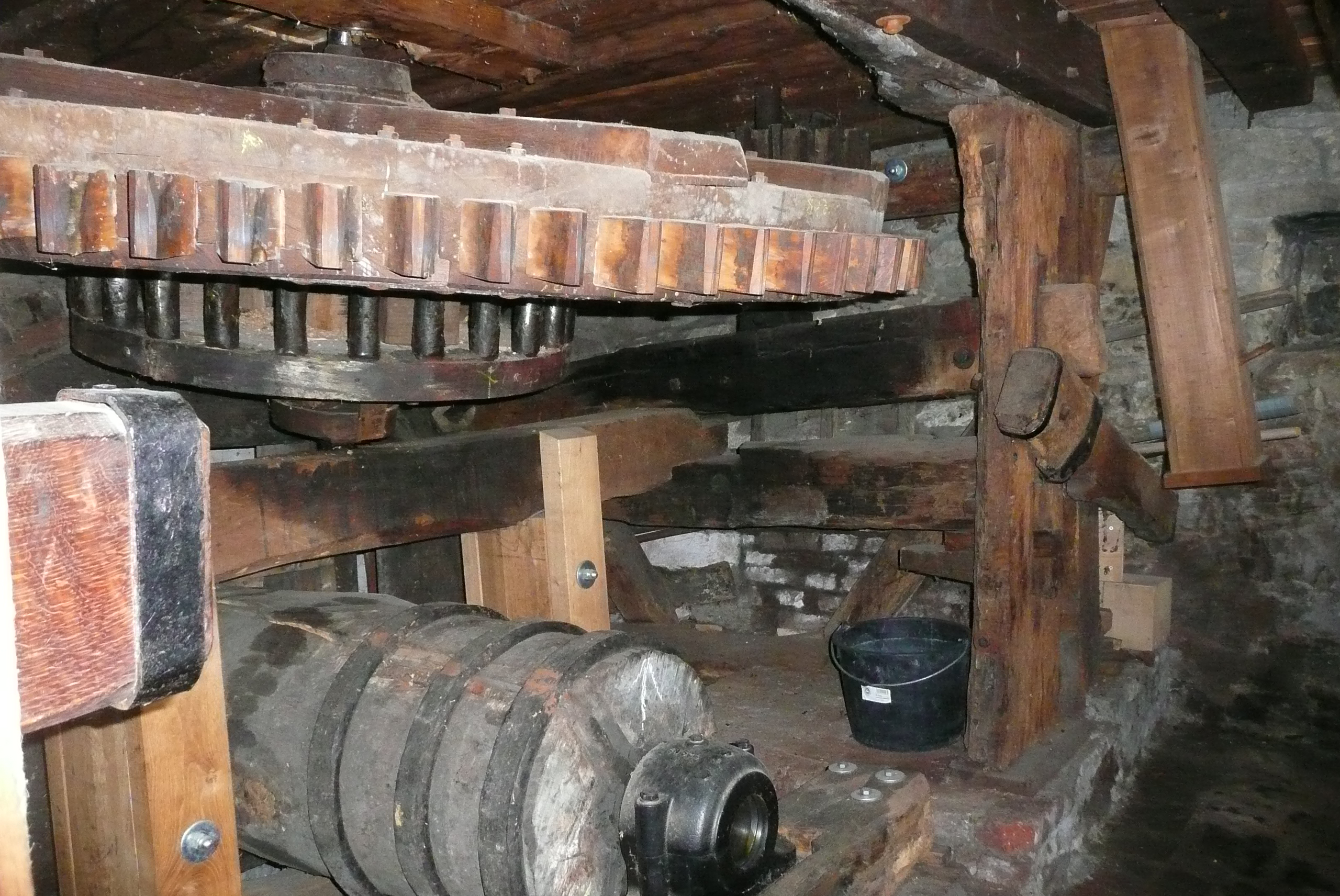
Kammrad und Mühlradwelle

Die Welsche Mühle ist eine Mühle in Aachen mit oberschlächtigem Wasserrad. Sie liegt im Ortsteil Haaren und wird vom Wasser des Haarbachs gespeist. Sie ist die einzige betriebsfähige Mühle in der Aachener Region.

## Geographie
Die Welsche Mühle hat ihren Standort am Haarbach, in der Mühlenstraße 19, im Stadtbezirk Haaren in der Städteregion Aachen im Regierungsbezirk Köln. Sie steht auf einer Höhe von ca. 147 m über NN. Unterhalb der Mühle, am Tuchmacherweg, befindet sich in 144 m über NN die Mündung des Haarbachs in die Wurm, oberhalb stehen die Mühlengebäude der Kahlgrachtmühle.

## Gewässer
Die Quellen des Haarbachs lagen in früherer Zeit in einer Höhe von ca. 231 m über NN in der Nähe des ehemaligen Driescher Hofs in der Stadt Aachen. Heute beginnt der Bach in der Nähe von Gut Neuenhof. Der Bach mit einer ursprünglichen Länge von fast 9 km  ist ein Nebengewässer der Wurm und fließt nordostwärts in Richtung Eilendorf, unterquert die Bahnlinie Aachen-Eschweiler. Der weitere Weg des Baches verläuft in nordwestlicher Richtung, südlich vorbei an Verlautenheide und dann in das Zentrum nach Aachen-Haaren. Im Stadtkern von Haaren ist der Haarbach weitgehend kanalisiert. Am Tuchmacherweg fließt der Haarbach in einer Höhe von circa 144 m über NN als offener Bach in die Wurm. Die Pflege und Unterhaltung des Gewässers obliegt dem Wasserverband Eifel-Rur (WVER).

## Geschichte
Die Mühle stammt aus dem 15. Jahrhundert und wurde 1452 im Schleidener Lehensregister erstmals erwähnt. Anfangs hieß sie einfach die Mühle von Oberhaaren oder … Überhaaren. Der Name „Welsche Mühle“ taucht zum ersten Mal 1780 auf und bezieht sich auf den damaligen Eigentümer, den kaiserlichen Kapitän und Aachener Bürgerhauptmann N. C. Charlier (in weiteren Quellen als N. L. bzw. Leonhard Charlier bezeichnet), der durch die Eltern seiner Frau, Maria Theresia Deltour, sowohl die Mühle als auch Besitztum in Eynatten und Eilendorf (Deltours Erb) geerbt hatte. Charlier stammte wahrscheinlich aus dem französischen Sprachraum (der Wallonie) und wurde deshalb „der Welsch“ genannt.
Mitte des 19. Jahrhunderts wurde die Mühle einige Jahre als Farbholzmühle betrieben, ab 1861 wieder wie zuvor als Getreidemühle. Es sind zwei Mahlstühle vorhanden, einer für Roggen und einer für Weizen.
Nach dem Zweiten Weltkrieg war die Welsche Mühle in einem schlechten Zustand, wurde aber bis 1961 weiter betrieben. Bei einem Unwetter im Juni 1961 wurde die Schleuse am Haarbach, die das Wasser für den Mühlengraben anstaute, zerstört und nicht wieder aufgebaut. 1962 ging die Mühle in städtischen Besitz über. Zunächst sollte sie abgerissen werden, doch dann entschied man sich für den Erhalt und begann in den 1970er Jahren mit der Restauration der Gebäude. Der Mühlengraben wurde nicht wiederhergestellt, stattdessen eine Pumpe in den Haarbach eingebaut, die bei Bedarf Wasser in den Mühlenteich fördert. Zwar konnte damit ab 1972 das ebenfalls restaurierte Mühlrad wieder in Gang gesetzt werden. Das Mahlwerk war aber inzwischen so weit verfallen, dass man nicht mehr in der Lage war, Mehl zu mahlen.
2006 wurde das Mühlrad erneut vollständig restauriert. Dank der Hilfe des Haarener Heimatvereins wurde im Anschluss auch das Mahlwerk instand gesetzt, so dass im August 2008 wieder Mehl gemahlen werden konnte. Für einen dauerhaften Betrieb reicht allerdings die Leistung der Pumpe nicht aus. 2012 wurden die Mahlsteine von einer niederländischen Fachfirma restauriert. Seit 2015 lief das Mühlrad sehr unrund und konnte eine Zeit lang nicht mehr betrieben werden. Im Oktober 2020 wurden das Mühlrad und die marode Welle abgebaut, beides wurde von einer niederländischen Firma erneuert und im Juli 2021 wieder eingesetzt. Inzwischen läuft das Mühlrad wieder, und es kann zu besonderen Anlässen wie z. B. dem Tag des offenen Denkmals wieder Mehl gemahlen werden.

## Heutige Nutzung
Die denkmalgeschützte Mühlenanlage steht Bürgern und Vereinen für Tagungen und Festlichkeiten zur Verfügung. Seit 2011 führt das Standesamt dort auch Trauungen durch. Im zur Anlage gehörenden Nebengebäude sind die Stadtteilbibliothek und das Heimatforum und Heimatarchiv des Heimatvereins Haaren/Verlautenheide 1984 e. V. untergebracht.

## Galerie

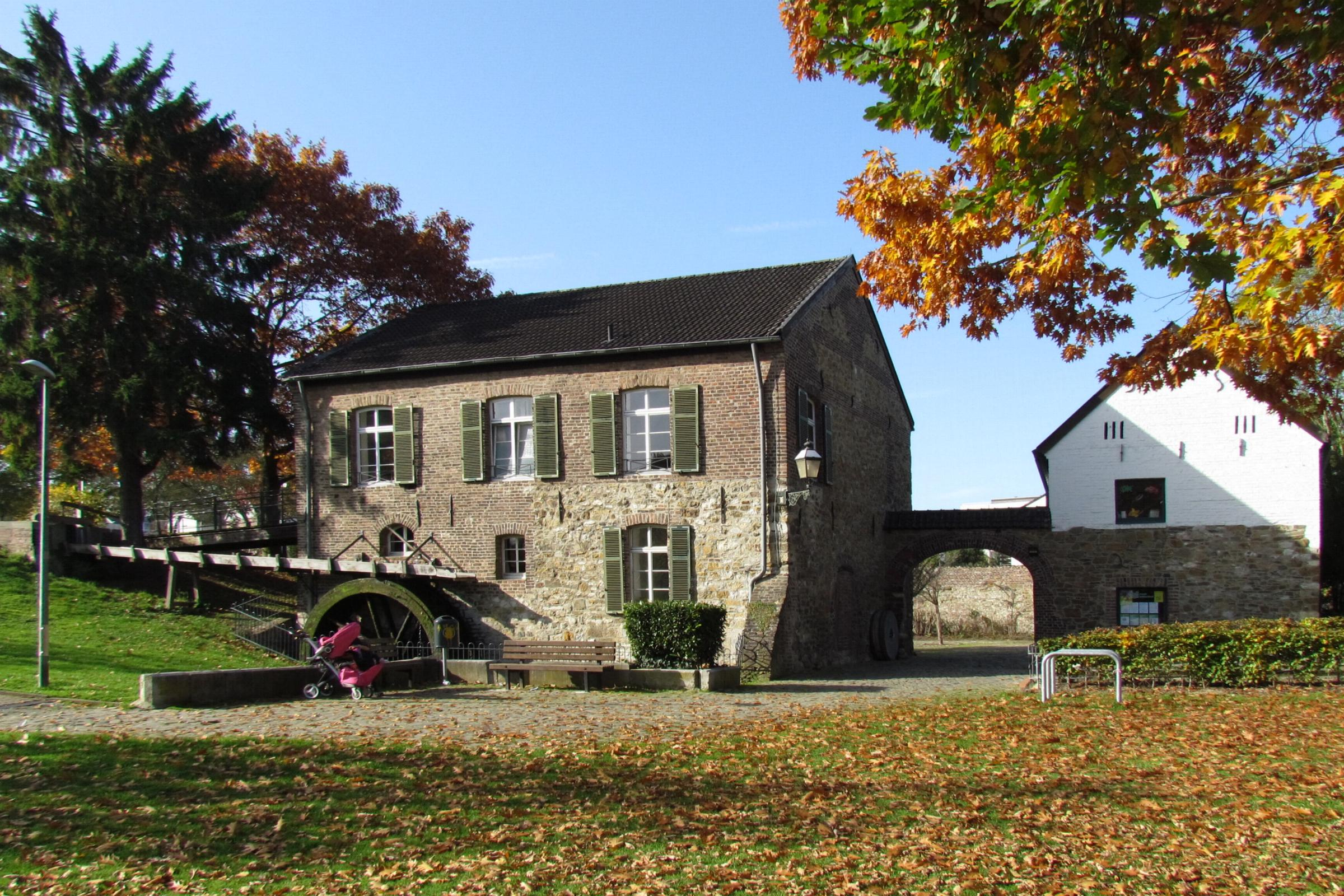
Die Welsche Mühle in Herbstansicht
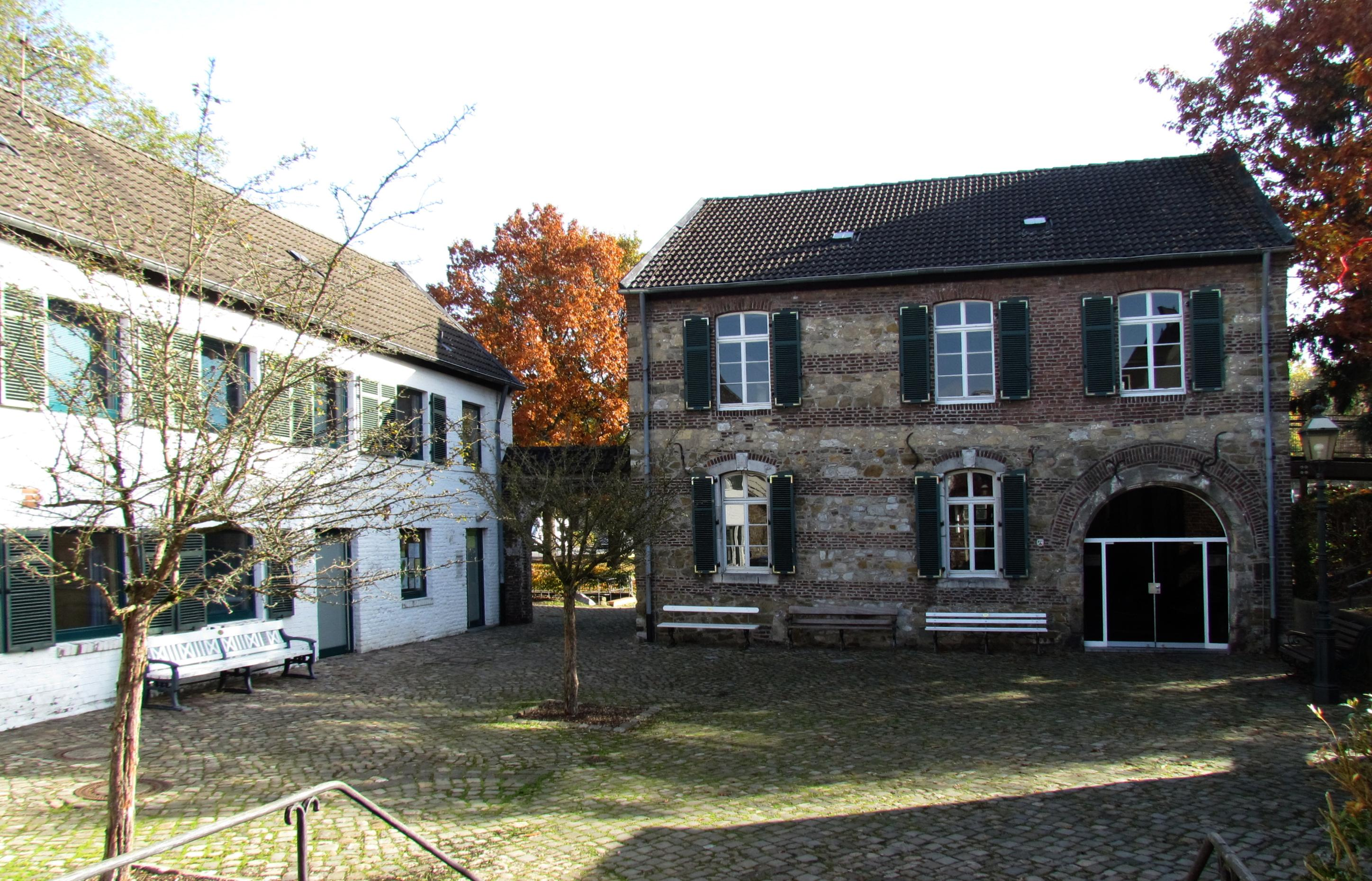
Innenhof der Welsche Mühle
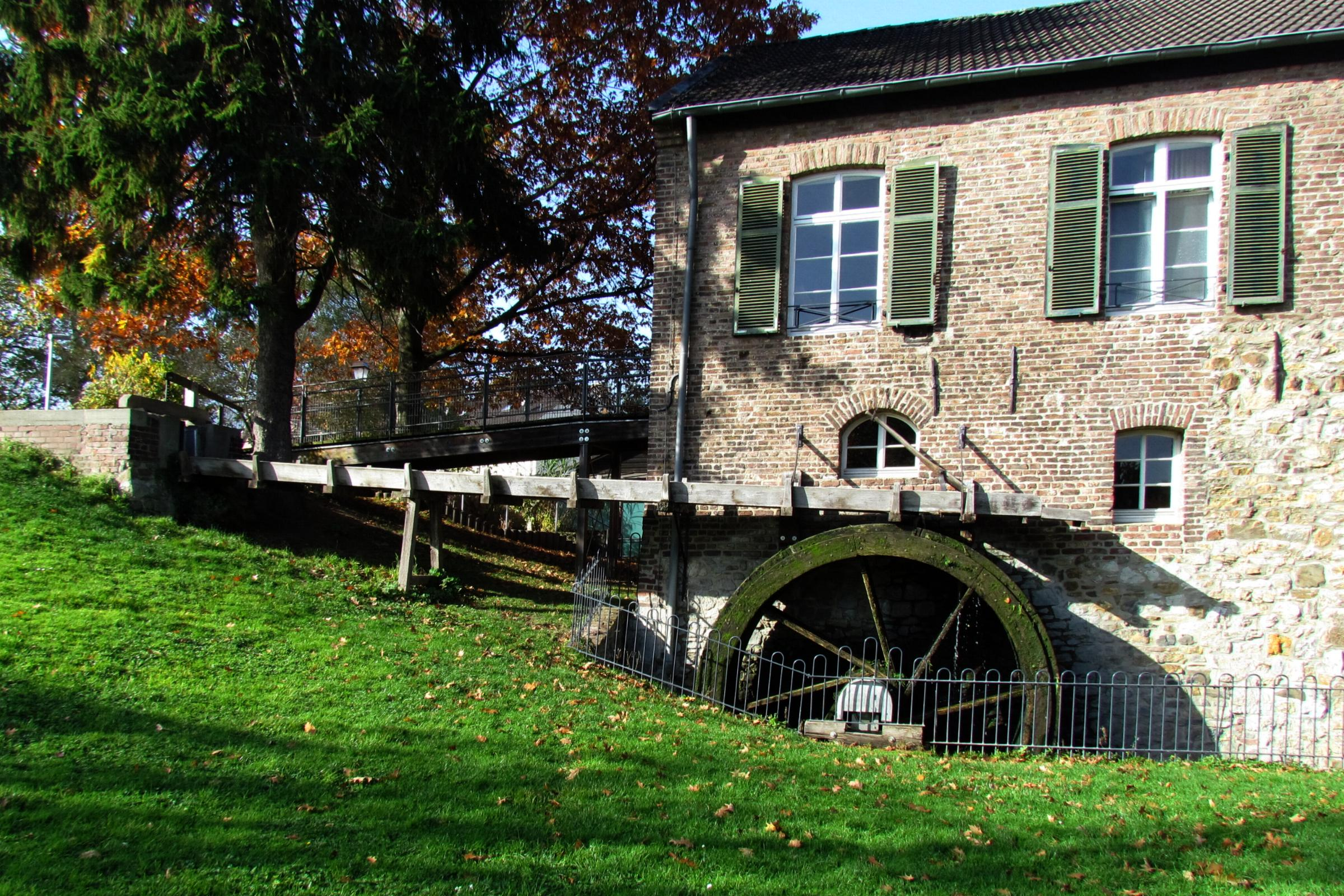
Das oberschlächtige Wasserrad mit Wasserzulauf
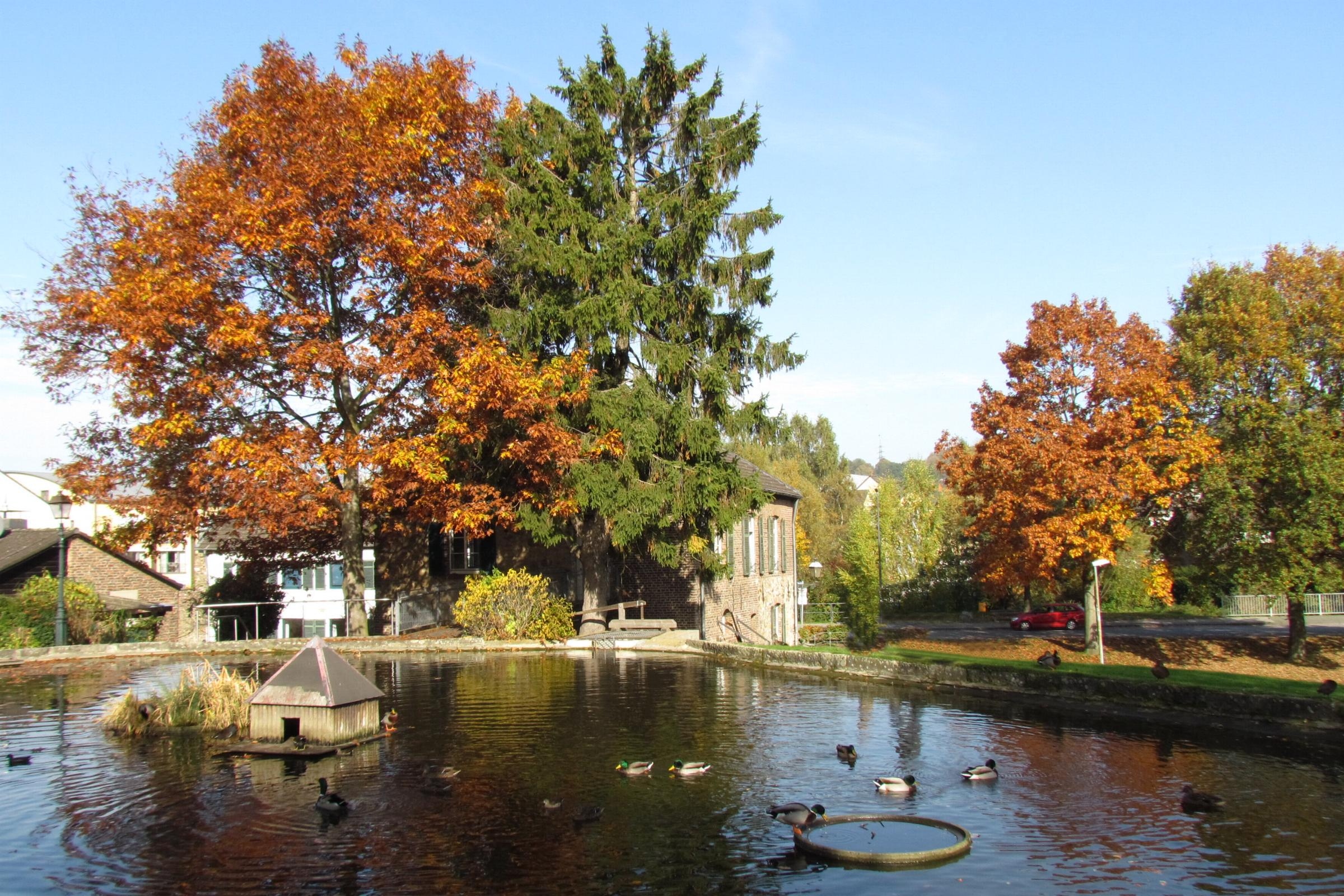
Der Mühlenteich der Welsche Mühle
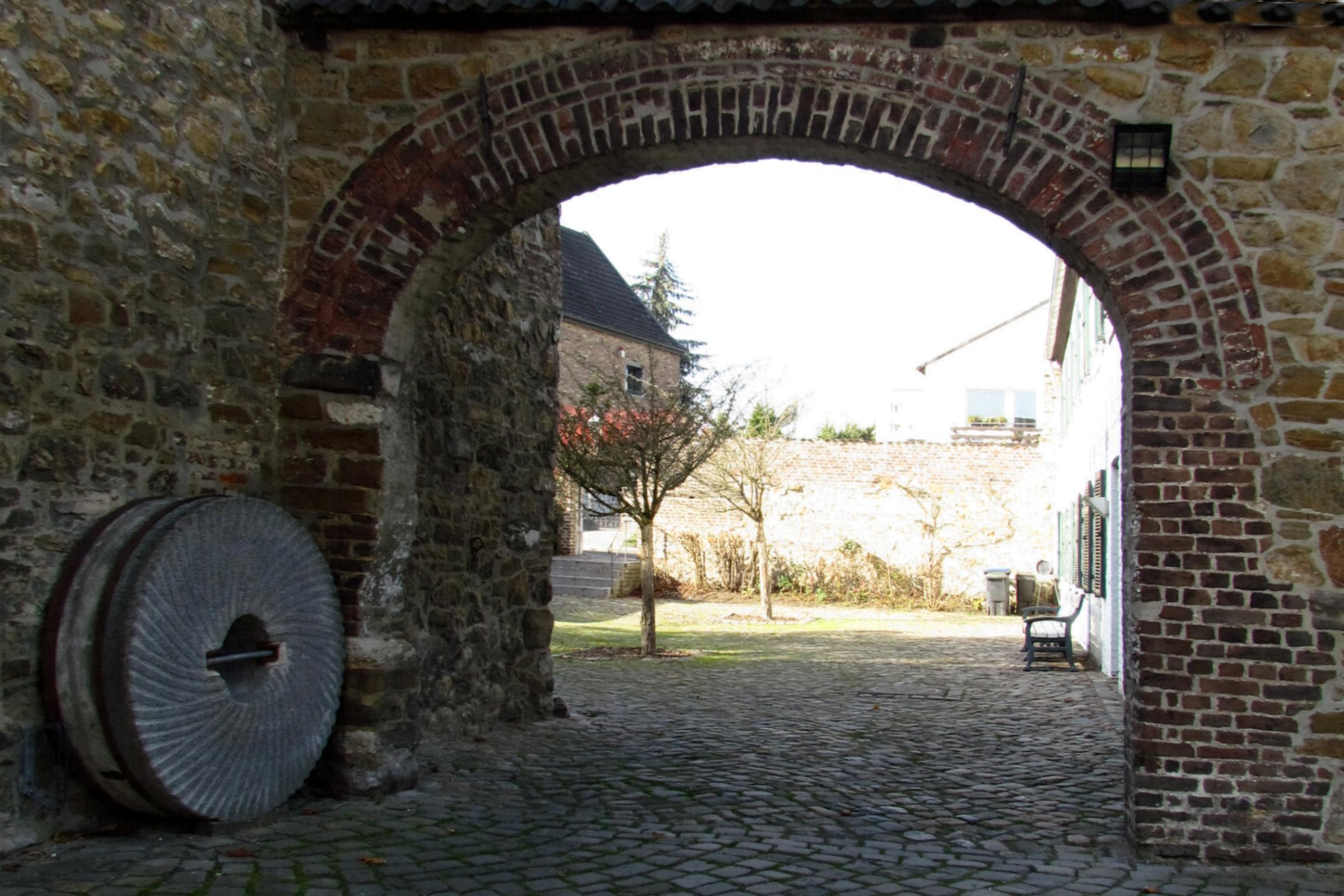
Torbogen zum Innenhof
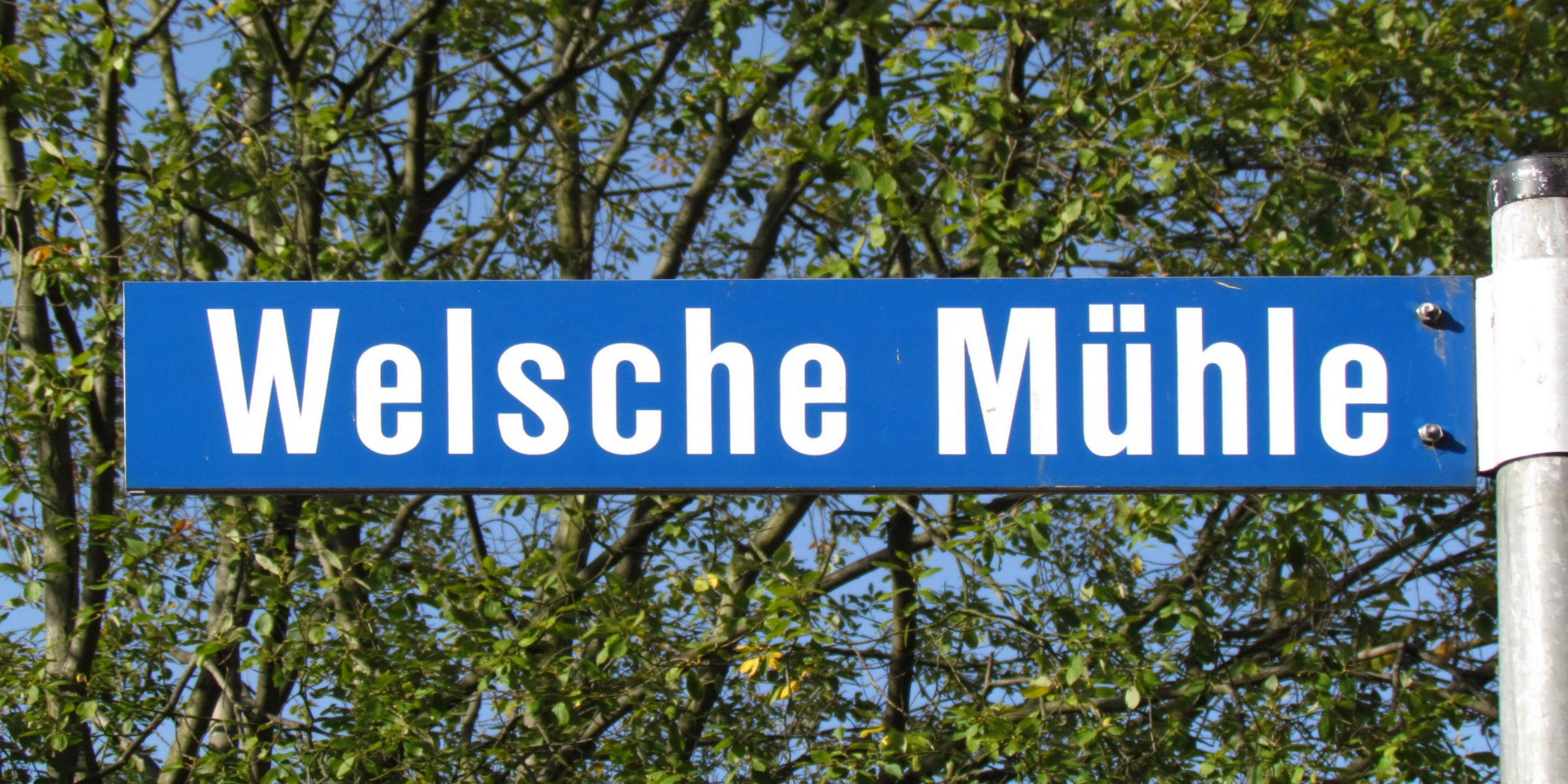
Namensbezeichnung
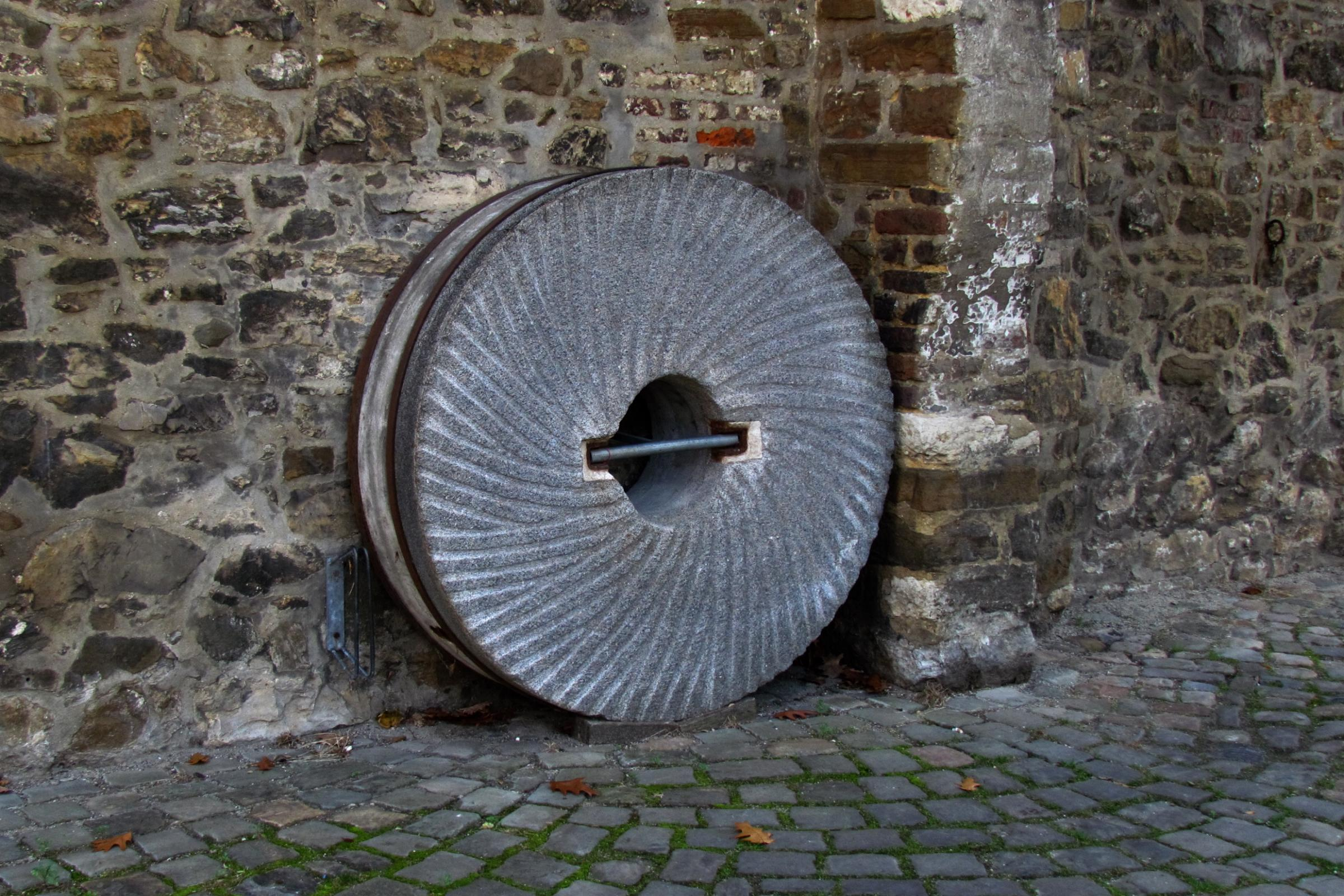
Ein Mühlstein gehört zu jeder Mühle
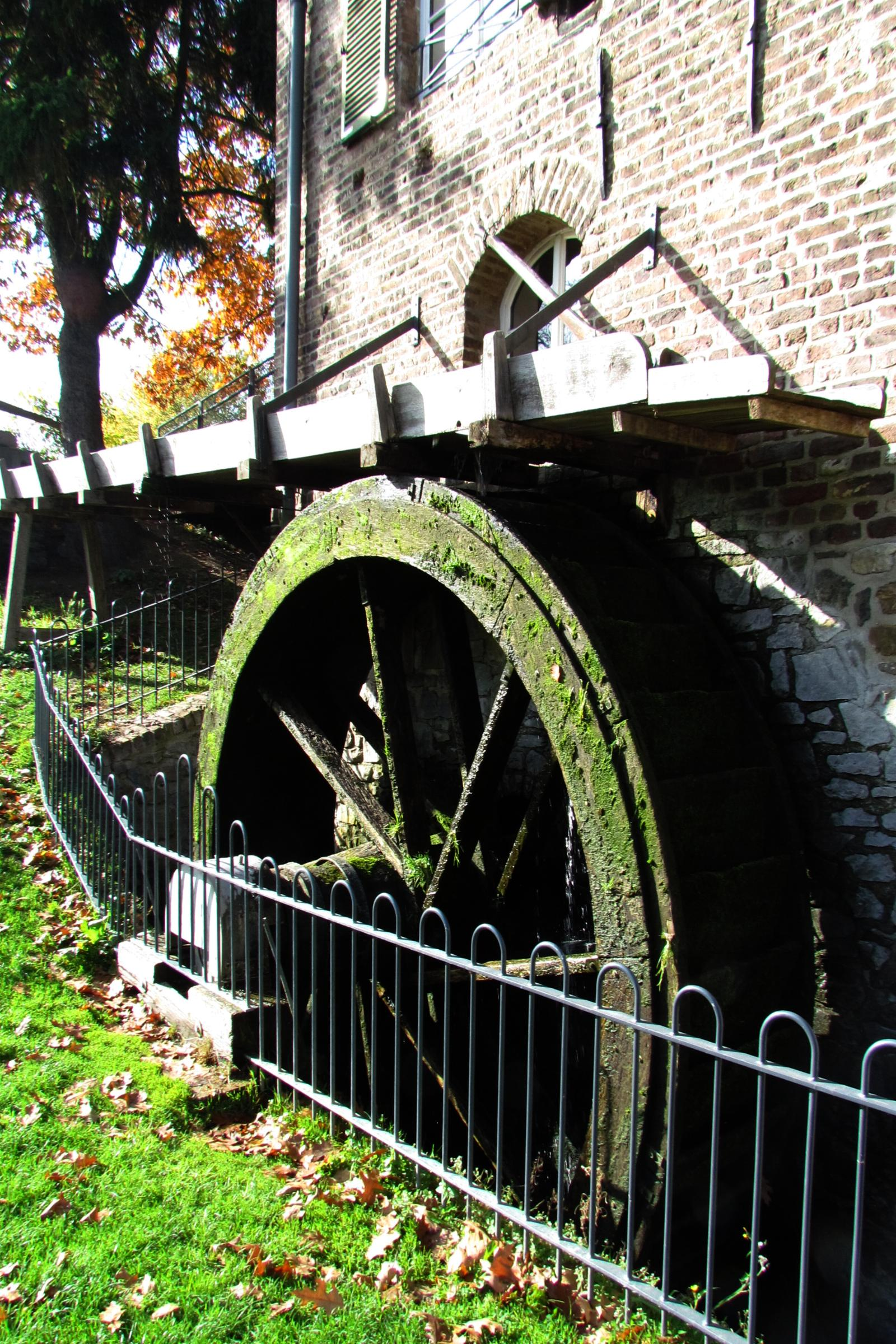
Das hölzerne Wasserrad der Welsche Mühle
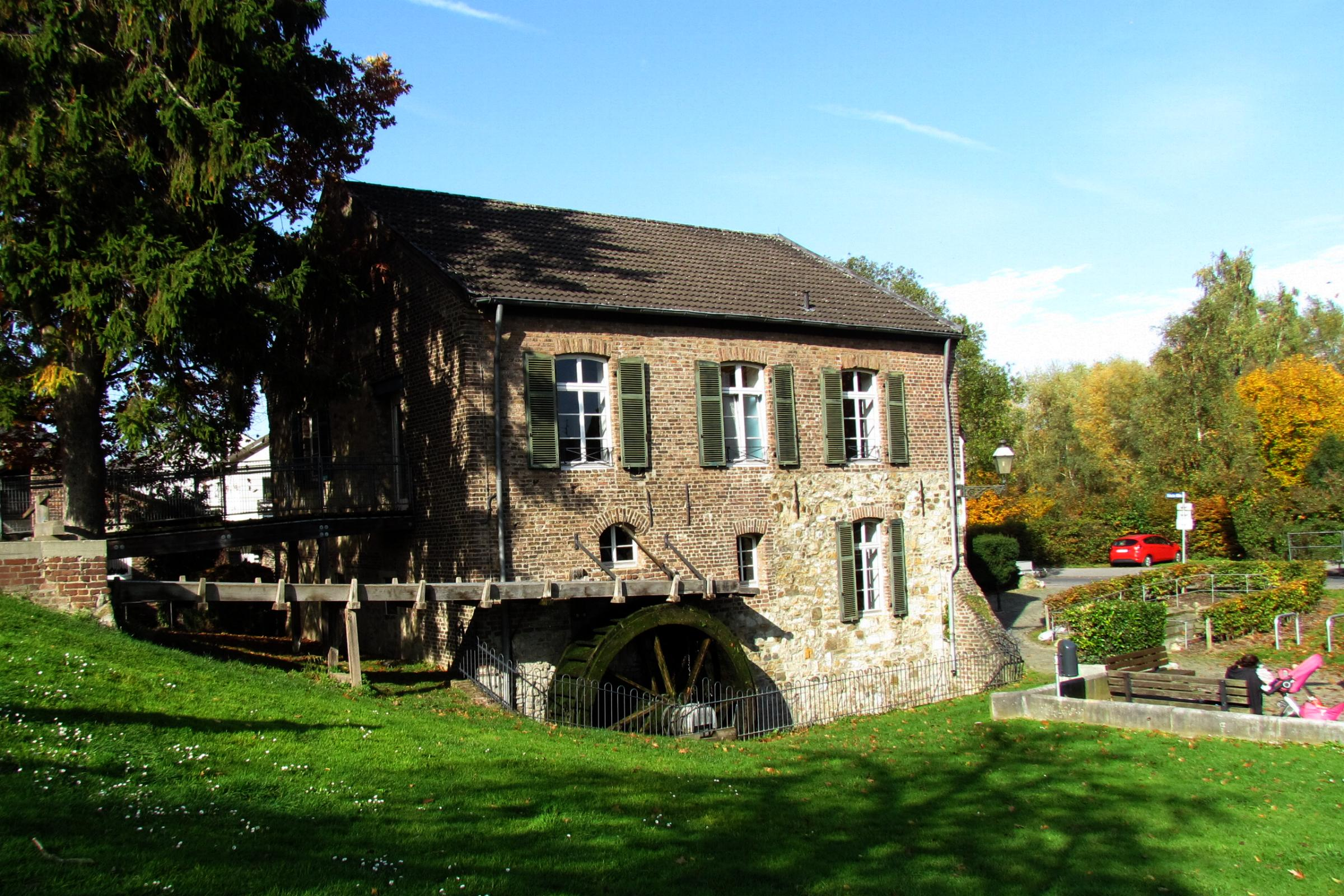
Die Welsche Mühle in ihrer ganzen Schönheit
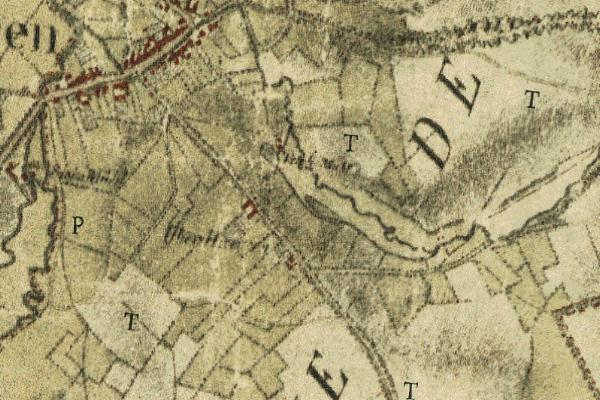
Standort der Welsche Mühle auf der Tranchotkarte 1805/07
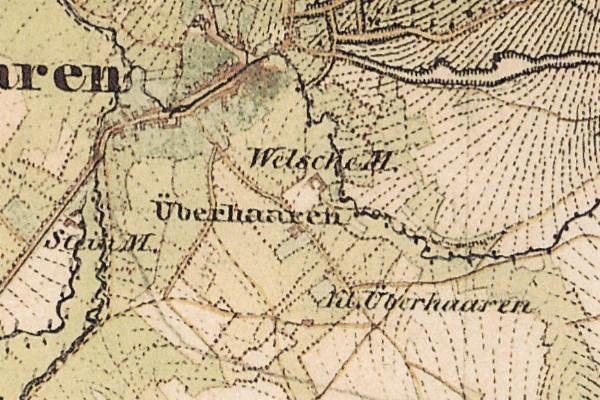
Uraufnahme 1846, von der Welsche Mühle
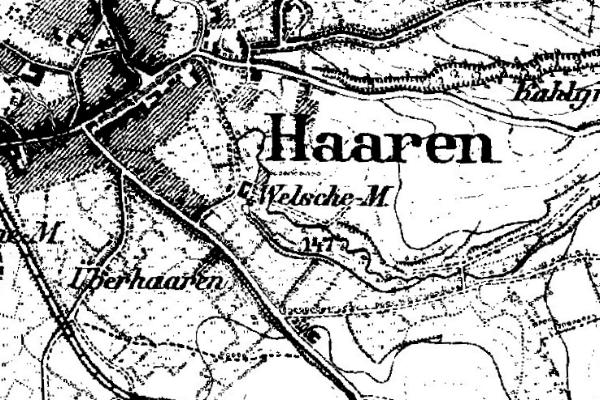
Die Welsche Mühle auf der Neuaufnahme von 1892

## Denkmaleintrag
Welsche Mühle, Mühlenstraße 19, 1424 (Ersterwähnung), ehemalige Kornmühle; 1830 Farbholzmühle; Ab 1976 Rad- und Mahlwerk umfassend restauriert.
Denkmalliste Aachen-Haaren